# Ana Kavčnik Jamnik
Ana Kavčnik Jamnik, rojena 1992 v Ljubljani. Kiparka, keramičarka, likovna pedagoginja, gasilka in prva posredovalka.
Ana Kavčnik Jamnik je magistrirala na področju kiparstva na Oddelku za likovno pedagogiko Pedagoške fakultete UL. Za magistrsko delo je prejela Prešernovo nagrado UL PEF. Med študijem se je udeležila  Erasmus+ izmenjave na Akademiji za umetnost in oblikovanje E. Geppert v Wroclawu na Poljskem, oddelek za keramiko in steklo. Njena dela so bila poleg Slovenije razstavljena v številnih državah, vključno z Anglijo, Grčijo, Brazilijo, Latvijo, Nemčijo, Kitajsko, Poljsko in Hrvaško. Leta 2018 je prejela glavno nagrado Ex terra Krško, leta 2022 pa častno nagrado Keramika v Sloveniji 2005–2022. Trenutno je zaposlena kot tehniški sodelavec na Oddelku za likovno pedagogiko UL PEF. Poleg tega deluje kot prostovoljna gasilka in prva posredovalka, kar vpliva na vsebino njenih umetniških del.  Deluje na področju instalacije, kjer uporablja ready made predmete ter v svoje postavitve vključuje tudi unikatno keramiko in steklo. Zaradi uporabe materialov, ki so del njene dejavnosti kot prostovoljna gasilka, pogosto njene razstave spremlja tudi vonj po zažganem, zatohlem, razpadanju, olju, zemlji, lesu in tudi po cvetočih rastlinah. Je članica DLUL.     

## Šolanje:
2011 je zaključila SŠOF - Umetniška gimnazija.
2013 se je udeležila - GUSEGG - Graz International Summer School Seggau 
2016 je diplomirala na Oddelku za likovno pedagogiko UL PEF  
2017 se je udeležila Erasmus+ študijske izmenjave na Akademiji za umetnost in oblikovanje E. Geppert v Wroclawu (Poljska) - Oddelek za keramiko in steklo.
2023 je magistrirala na Oddelku za likovno pedagogiko Pedagoške fakultete UL 

## Razstave:
Slovenija (25), Brazilija (2), Anglija (2), Kitajska (2), Hrvaška (1), Poljska (1), Grčija (1), Nemčija (1), Latvija (1)    
Število razstav po letih:
2012 (1), 2013 (1), 2014 (4), 2015 (3), 2016 (1), 2018 (6), 2019 (2), 2020 (2), 2021 (2), 2022 (3), 2023 (5), 2024 (6)

SAMOSTOJNE RAZSTAVE:
2023 Ana Kavčnik Jamnik, Zapisi, Cafe galerija Pungert, Kranj 
2022 Ana Kavčnik Jamnik, Posledice, Galerija Pogled, Kamnik 
2020 Ana Kavčnik Jamnik, Pusti luč prižgano, Galerija Srečišče, Hostel Celica, Ljubljana
2019 Ana Kavčnik Jamnik, »NA POMOČ!«, Stekleni Atrij Mestne hiše Ljubljana

## Nagrade:
2024 - Prešernova nagrada UL PEF za magistrsko delo z naslovom Izražanje strahu v kiparstvu, mentor: izr. prof. dr. Jurij Selan, somentor: prof. spec. Mirko Bratuša
2022 - Častna nagrada Keramika v Sloveniji 2005 - 2022
2018 - Glavna nagrada Ex terra Krško 2018